# Sleepaway Camp II: Unhappy Campers
Sleepaway Camp II: Unhappy Campers (bra: Acampamento Sinistro 2, Acampamento Sinistro II ou Acampamento Sinistro) é um filme de comédia de terror norte-americano de 1988, do subgênero slasher, escrito por Fritz Gordon e dirigido por Michael A. Simpson. É o segundo filme da franquia Sleepaway Camp e a sequência do longa-metragem homônimo de 1983. Os papéis principais são interpretados por Pamela Springsteen, Renée Estevez, Brian Patrick Clarke e Walter Gotell. O enredo se passa cinco anos após os acontecimentos do primeiro filme e gira em torno de Angela, a assassina serial transgênero, trabalhando como monitora em outro acampamento de verão e matando adolescentes malcomportados frequentadores do local.
O filme tem elementos de comédia negra e referencia franquias de terror populares como Friday the 13th, A Nightmare on Elm Street e The Texas Chainsaw Massacre. Produzido com orçamento modesto, foi filmado em meados de 1987 em localidades de Atlanta e Waco, na Geórgia. Poucos dias após o término das filmagens, foi iniciada a produção de Sleepaway Camp III: Teenage Wasteland, sua sequência direta, aproveitando os mesmos diretor, equipe técnica, locações e atriz principal (Springsteen). Sleepaway Camp II: Unhappy Campers recebeu avaliações mistas da crítica especializada. Sua continuação foi lançada em 1989.

## Enredo
Cinco anos se passaram desde o massacre no acampamento Arawak e Angela tornou-se uma lenda local. Ela passou por uma cirurgia de redesignação sexual e, após receber alta de um hospital psiquiátrico, consegue emprego como monitora no Rolling Hills, um acampamento de verão para adolescentes. Ninguém a reconhece, porém, ela não consegue tolerar o mau comportamento da maioria dos campistas e começa a matá-los, dando a desculpa de que os mandou de volta para casa.
Demi descobre o que está realmente acontecendo com seus colegas, mas Angela a mata. Tio John, o dirigente do acampamento, demite Angela porque todos os campistas da cabana dela desapareceram, exceto Molly, por quem ela tem afeição. Molly e Sean, filho de um dos policiais que prendeu Angela no passado, vão até a cabana abandonada para confortá-la e descobrem os corpos de seus companheiros de acampamento. Angela os amarra e mata TC, supervisor que vem resgatá-los.
Angela decapita Sean quando ele finalmente percebe quem ela realmente é. Molly escapa e luta com a psicopata, mas é dada como morta após despencar sobre uma pedra. Angela retorna ao Rolling Hills, onde mata Tio John e os campistas e monitores restantes. Ela pega uma carona e se livra da motorista assim que esta começa a irritá-la com piadas. Molly acorda, desce para a estrada e sinaliza para um carro que se aproxima. Entretanto, ela fica chocada ao se deparar com Angela no volante.

## Elenco
Na ordem dos créditos finais:
- Pamela Springsteen como Angela
- Renée Estevez como Molly
- Tony Higgins como Sean
- Valerie Hartman como Ally
- Brian Patrick Clarke como TC
- Walter Gotell como Tio John
- Susan Marie Snyder como Mare
- Terry Hobbs como Rob
- Kendall Bean como Demi
- Julie Murphy como Lea
- Carol Chambers como Brooke
- Amy Fields como Jodi
- Benji Wilhoite como Anthony
- Walter Franks III como Judd
- Justin Nowell como Charlie
- Heather Binion como Phoebe
- Jason Ehrlich como Emilio
- Carol Martin Vines como Diane
- Tricia Grant como Garota mandada para casa
- Jill Jane Clements como Mulher no caminhão

## Produção

### Desenvolvimento
Em meados da década de 1980, o cineasta Robert Hiltzik escreveu o roteiro para uma sequência de Sleepaway Camp (1983), mas decidiu não prosseguir com o projeto. Ele entregou seu texto para um dos produtores do filme, Jerry Silva, para quem vendeu os direitos da obra e licenciou a produção de duas continuações. Silva, então, apresentou o projeto à produtora Double Helix Films, que aceitou a proposta. Para economizar o orçamento somado das produções, o qual totalizava cerca de 1 milhão de dólares, foi acordado que as duas sequências seriam filmadas consecutivamente, aproveitando os mesmos diretor, roteirista, equipe técnica e locações.
Michael A. Simpson, um cineasta de Atlanta, Geórgia, foi chamado por Silva para a direção dos dois filmes. Simpson não tinha experiência com o terror, tendo se envolvido anteriormente apenas em produções televisivas e num único filme para cinema, Funland (1987), uma comédia de humor negro. Contudo, sua escolha era justificada por ele ser considerado o funcionário mais criativo do quadro da Double Helix, que tinha grandes planos para o projeto e se preparava para distribuí-lo internacionalmente. A respeito do baixo orçamento disponível para trabalhar, Simpson comentou: "Com esse tipo de filme, você não precisa de um grande orçamento. As pessoas não vêm para ver um ator famoso ou cenários elaborados. Elas ficam assustadas. E enquanto você as assusta, o filme pode ser bem sucedido com um orçamento modesto".

### Roteiro
Silva designou Michael Hitchcock, então funcionário da Double Helix, para escrever as duas sequências, intituladas Sleepaway Camp II: Unhappy Campers e Sleepaway Camp III: Teenage Wasteland. Simpson afirmou, à época das filmagens, que os novos filmes teriam mais humor e seriam bem diferentes entre si, com Angela sendo "muito mais extrovertida na ‘Parte 3’". Hitchcock, que assinou os dois roteiros sob o pseudônimo Fritz Gordon, criou para o segundo filme uma história inteiramente nova, trazendo do original apenas a personagem Angela. O roteiro de Hiltzik para Sleepay Camp II foi descartado por ter sido considerado muito sombrio e destoante com a tendência que Gordon optou por seguir: a comédia de terror, gênero que já começava a influenciar até criações outrora mais sérias e assustadoras como Freddy Krueger.
Gordon dispensou os elementos de mistério e reviravolta final do filme de 1983, optando por explorar o gore extravagante, a nudez feminina gratuita e um tom irônico. Angela é apresentada como uma ex-presidiária que fez terapia e passou por uma operação de mudança de sexo. É uma personagem de moral ambígua que mata pessoas sem remorso apenas por não aprovar o comportamento delas. Ela está trabalhando como monitora num acampamento de verão chamado Rolling Hills, frequentado por adolescentes e semi-adultos, diferentemente do acampamento Arawak do filme original, cuja população era composta basicamente de crianças.
Os personagens adolescentes receberam nomes que aludem ao grupo de atores que ficou conhecido como Brat Pack nos anos 1980: Molly (Ringwald), Sean (Penn), Ally (Sheedy), Anthony (Michael Hall), Brooke (Shields), Charlie (Sheen), Demi (Moore), Emilio (Estevez), Judd (Nelson), Lea (Thompson), Phoebe (Cates) e Rob (Lowe). Além disso, o monitor-chefe e o dono do acampamento chamam-se TC e Tio John em referência a Tom Cruise e John Hughes. Para homenagear as franquias de horror mais populares da época, há uma cena em que Angela, empunhando uma motosserra e vestida como Leatherface, enfrenta dois jovens fantasiados de Jason Voorhees e Freddy Krueger. Embora o roteiro de Hiltzik tenha sido rejeitado, algumas de suas cenas de morte foram reaproveitadas tanto no segundo quanto no terceiro filmes.

### Escolha do elenco
A intérprete original de Angela, Felissa Rose, foi contatada para reprisar seu papel e ficou muito interessada. No entanto, ela recusou, pois havia sido recentemente aceita na Universidade de Nova Iorque e preferiu priorizar os estudos. Diante disso, a produção realizou testes de elenco nas cidades de Atlanta, Nova Iorque e Los Angeles até um agente conhecido de Simpson indicar Pamela Springsteen, irmã mais nova de Bruce Springsteen, para o papel. Anteriormente, Pamela havia desempenhado vários papéis pequenos em produções como Fast Times at Ridgemont High (1982), sendo Sleepaway Camp II seu primeiro filme de terror e o trabalho de maior destaque de sua carreira até aquele momento. Ela também apareceu no terceiro filme. Simpson comentou sobre a escalação de Pamela: "Quando ela fez o teste eu imediatamente sabia que era a pessoa certa para a personagem. No mesmo dia encerrei as audições. Pamela tem muito talento e eu realmente quis trabalhar com ela".
Renée Estevez, filha de Martin Sheen e irmã de Charlie Sheen e Emilio Estevez, foi escolhida para interpretar a heroína Molly. O veterano ator Walter Gotell, mais conhecido por dar vida ao General Gogol na franquia 007, recebeu o papel de Tio John, o dono do acampamento Rolling Hills. Brian Patrick Clarke, de papéis regulares nas telesséries Eight Is Enough e General Hospital, interpretou o supervisor TC. Valerie Hartman recebeu o papel da problemática campista Ally, que adora dormir nua e escapar sorrateiramente para a cabana dos garotos. Hartman também participou de Sleepaway Camp III, porém, apenas como assistente nos bastidores. Susan Marie Snyder, mais conhecida por seu trabalho na soap opera Santa Barbara, interpretou a campista Mare. Vários atores locais da área de Atlanta foram escolhidos para compor o grupo secundário de jovens do acampamento, incluindo Benji Wilhoite e Walter Franks III, escalados como os adolescentes Anthony e Judd, que aparecem disfarçados de Jason e Freddy.

### Filmagens e efeitos
Sleepaway Camp II: Unhappy Campers foi rodado em áreas remotas da Geórgia. As filmagens começaram em 20 de setembro e terminaram em 9 de outubro de 1987. As cenas ambientadas no fictício acampamento Rolling Hills foram registradas em um antigo acampamento juvenil da YMCA na região de Waco. Também foram usadas locações em Bremen e Atlanta. A produção teve um ritmo acelerado, sobre o qual Simpson comentou: "Filmamos em média de cinco a seis páginas [do roteiro] por dia. Em Los Angeles, acham que duas páginas por dia é muita pressa". Satisfeita com os resultados iniciais das filmagens, a Double Helix decidiu prosseguir com a produção de Sleepaway Camp III enquanto Simpson e sua equipe ainda estavam disponíveis. O terceiro filme começou a ser produzido três dias depois do término das gravações do segundo.
Um dos imprevistos da produção de Sleepaway Camp II envolveu a filmagem da sequência em que Ally (Valerie Hartman) e Rob (Terry Hobbs) fazem sexo na floresta. Hartman teve que contracenar com um dublê, pois Hobbs não foi autorizado a atuar na cena porque ainda era menor de idade na época. Além disso, Brian Patrick Clark sofreu um acidente de carro no primeiro dia a caminho do set e quebrou duas costelas. Os efeitos especiais ficaram a cargo de uma equipe liderada por Bill "Splat" Johnson, discípulo de Dick Smith. Os trabalhos mais complexos incluíram a maquiagem de Hartman na cena em que Ally morre afogada num banheiro, que envolveu a aplicação de sanguessugas cenográficas no rosto da atriz, e todos os efeitos da sequência ambientada na cabana abandonada e cheia de cadáveres. Anos mais tarde, Johnson comentou que não gostou de seu desempenho no filme, ressaltando que o baixo orçamento e o cronograma curto não lhe permitiram criar efeitos mais aprimorados.

### Música
James Oliverio, que já havia colaborado com Simpson no primeiro filme do diretor, Funland, compôs a partitura de Sleepaway Camp II. Oliverio optou por inserir a música apenas em momentos pontuais. A trilha usa sons estridentes e metálicos para criar uma atmosfera assustadora e sombria nas cenas iniciais, música de sintetizador estridente entre as cenas com Angela observando sua próxima vítima e alguns sons de corda no momento em que os cadáveres são revelados pela primeira vez.
A trilha instrumental é complementada por diversas músicas de heavy metal. Durante os créditos iniciais, é tocada "Between The Eyes", da banda Anvil, enquanto "Desperate To Survive", do Obsession, acompanha os créditos finais. Ao longo do filme, são usadas as canções "The Girls Are Out Tonight", do Hurricane; "Instant Club Hit (You'll Dance To Anything)", do Dead Milkmen; e "Outta Control", de John Altyn, composta especialmente para o filme e nunca lançada oficialmente. Michael Hitchcock escreveu a letra irônica da canção diegética e lema do acampamento, "Happy Camper Song", musicada por Oliverio e cantada por Pamela Springsteen no filme.

## Lançamento
Assim como Sleepaway Camp, Sleepaway Camp II teve lançamento limitado em cinemas dos Estados Unidos. Sua estreia ocorreu em 26 de agosto de 1988 no Beverly Center, em Los Angeles, com a exibição patrocinada pela American Film Market, uma feira comercial com duração de uma semana. O evento contou com a presença de Simpson e parte do elenco, incluindo Springsteen, Estevez e Gotell. A distribuição em vídeo estava prevista para coincidir com a temporada de Halloween no país.

### Mídia doméstica
O filme foi lançado em VHS nos Estados Unidos pela Nelson Entertainment em 16 de novembro de 1988. O lançamento em DVD ocorreu nos EUA em 2002 pela Anchor Bay Entertainment, que disponibilizou o longa tanto em edição simples quanto como parte da caixa coletânea Sleepaway Camp Survival Kit. Sob licença da MGM, a Scream Factory lançou o filme e sua sequência, Sleepaway Camp III: Teenage Wasteland, pela primeira vez em Blu-ray em 9 de junho de 2015. A partir de 13 de dezembro de 2016, a obra foi liberada para streaming. Uma nova e limitada edição especial em VHS foi lançada em 2018 pela distribuidora independente Retrosploitation.
No Reino Unido, o filme foi distribuído pela Futuristic Entertainment, sob o título Nightmare Vacation 2. Considerado violento demais para um lançamento na íntegra, teve mais de dois minutos de cenas cortadas para receber da BBFC a classificação para maiores de 18 anos. Isso se deveu às rígidas regras da época para a distribuição de vídeos na região, resultado de uma ampla campanha contra vídeos de conteúdo violento (video nasties). As cenas encurtadas foram a remoção da língua de Phoebe, o esfaqueamento de Ally nas costas, o afogamento de Ally no banheiro e o esfaqueamento de Diane no estômago. Esta versão também foi lançada em DVD pela 23rd Century. O longa foi liberado completamente sem censura no Reino Unido pela primeira vez em 31 de maio de 2004, quando disponibilizado em DVD como parte da coletânea Sleepaway Camp Trilogy, da Anchor Bay. O filme foi lançado em DVD e Blu-ray pela 88 Films como parte de sua coleção "Slasher Classics" em abril de 2016.
No Brasil, Sleepaway Camp II foi disponibilizado em VHS pela CIC Video por volta de março de 1990. Comercializado como se fosse o primeiro filme da franquia, recebeu o título Acampamento Sinistro. Posteriormente, Sleepaway Camp III foi distribuído como Acampamento Sinistro 2. O longa original de 1983 permaneceu inédito até 2017, quando foi lançado em DVD pela Versátil Home Vídeo; na ocasião, o título Acampamento Sinistro foi finalmente atribuído ao original. Em 2020, a 1Films Entretenimento (selo da Darkflix) lançou uma coletânea em DVD com os três primeiros filmes da franquia, trazendo Sleepaway Camp II reintitulado como Acampamento Sinistro II.

## Recepção

### Crítica
No agregador de críticas Rotten Tomatoes, o filme detém 62% de avaliações positivas com base nas opiniões de 13 críticos especializados. Boa parte dos comentários positivos reunidos no site referem-se à atuação de Springsteen e aos elementos de comédia de terror, enquanto as avaliações negativas centram-se principalmente no excesso de sequências de morte e na obviedade do roteiro. O AllMovie atribuiu ao longa a pontuação de uma estrela e meia em cinco possíveis.
William Harrison, em resenha para o DVD Talk, disse que o filme "propositalmente não é assustador", acrescentando que "em vez disso, aumenta o humor autoconsciente e as cenas de morte ridículas". Brandon Peters, avaliando a edição em Blu-ray, ressaltou: "O filme também tem alguns efeitos práticos verdadeiramente impressionantes, algo que o primeiro destaca pouco em comparação". Comentando suas primeiras impressões após o lançamento do filme no Brasil, Rubens Ewald Filho escreveu: "É evidente que é mais uma imitação de Sexta-Feira 13, [mas com] uma variante: o assassino no caso é um transexual". Gabriel Paixão, em sua crítica publicada no Boca do Inferno, descreveu o longa como "uma grande bobagem divertida e violenta que pouco (ou nada) tem a ver com o clima obscuro e assustador do original".

## Obra consultada
- Nicoll, Gregory (maio de 1988). «Assault of the Sleepaway Camp sequels». Fangoria (em inglês) (73). pp. 48–51, 66. ISSN 0164-2111. OCLC 4618144. Consultado em 9 de janeiro de 2024